# Eloína Miyares Bermúdez
Eloína Miyares Bermúdez (Santiago de Cuba, 1 de diciembre de 1928 - Santiago de Cuba, 26 de julio de  2015) fue la lingüista que dirigió la creación del Diccionario Escolar Cubano desde su primera edición en 2005 hasta su cuarta edición (digital en 2013 y en papel en enero de 2015). El Diccionario Escolar Cubano es uno de los libros con mayor tirada en Cuba.[cita requerida]
Realizó estudios en la Escuela Normal de Oriente donde se graduó de Maestra Normal en 1947. Ejerció primero como maestra de zonas rurales en el municipio Palma Soriano, y participó en la campaña de alfabetización.
Estudió luego en la Facultad de Humanidades de la Universidad de Oriente, donde se graduó de Licenciada en Letras. En ese mismo centro de estudios impartió clases hasta 1972 en que ingresa como investigadora en el Centro de Lingüística Aplicada de la Academia de Ciencias. Realizó estudios de Fonética Acústica en el Instituto de la Academia de Ciencias de Praga en Checoslovaquia.
Junto con su esposo, el filólogo Vitelio Ruiz Hernández, primero crearon una metodología para que maestros y alumnos mejoraran su pronunciación y ortografía, más tarde fundaron en 1971 el Centro de Lingüística Aplicada de Santiago de Cuba (CLA). El CLA organiza anualmente desde el año 2002 el Simposio Internacional de Comunicación Social, que reúne en Santiago a destacados expertos en lingüística, lexicografía y lingüística computacional.

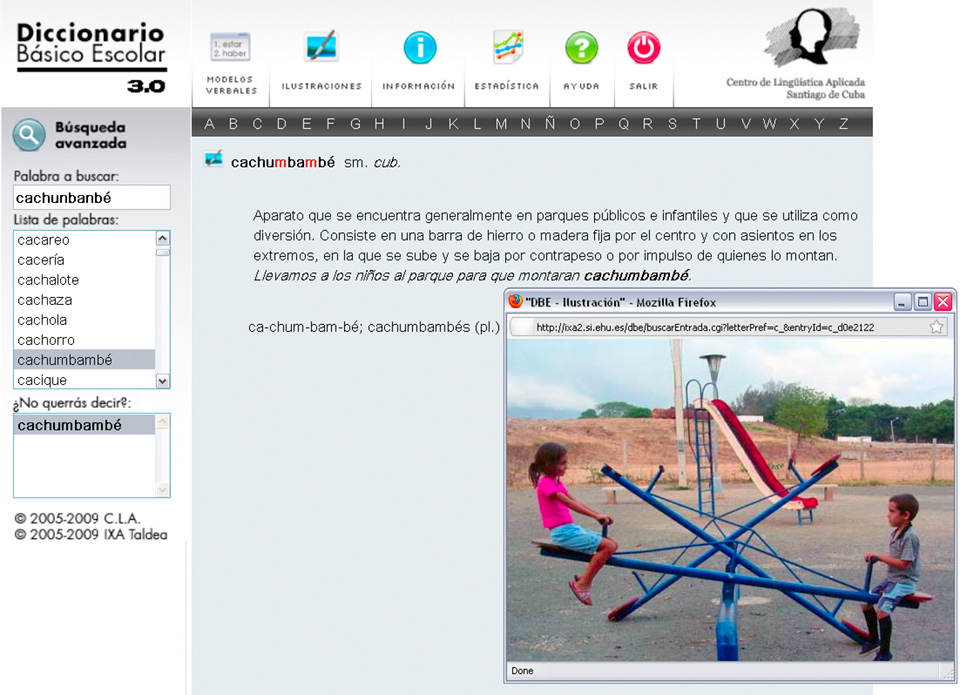
Diccionario Básico Escolar Cubano on line (2010)
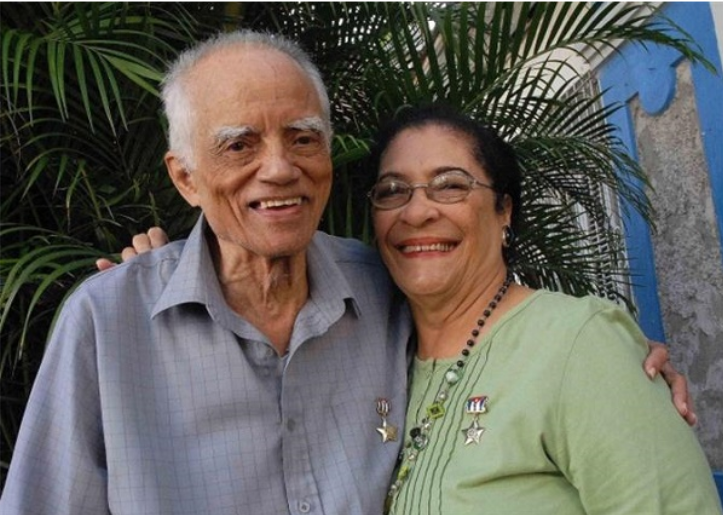
Eloína y Vitelio
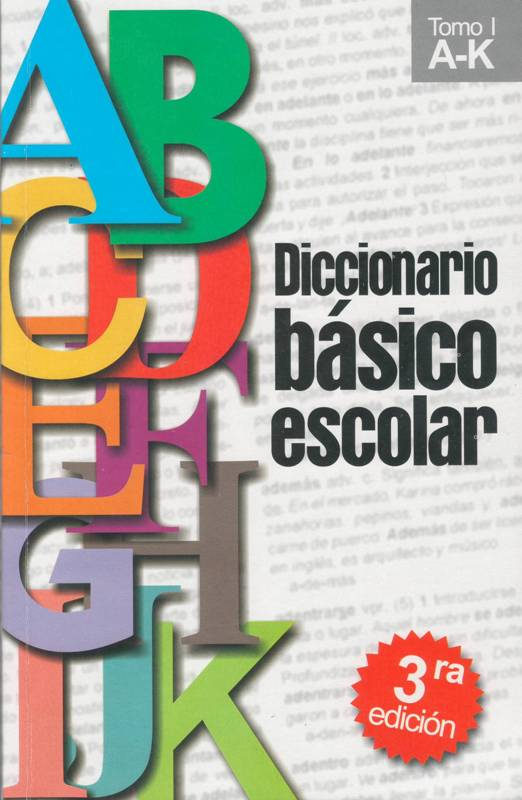
Diccionario Básico Escolar Cubano (2010)